# Hadula longicornis
Hadula longicornis là một loài bướm đêm trong họ Noctuidae.